# Vornbacher Enge

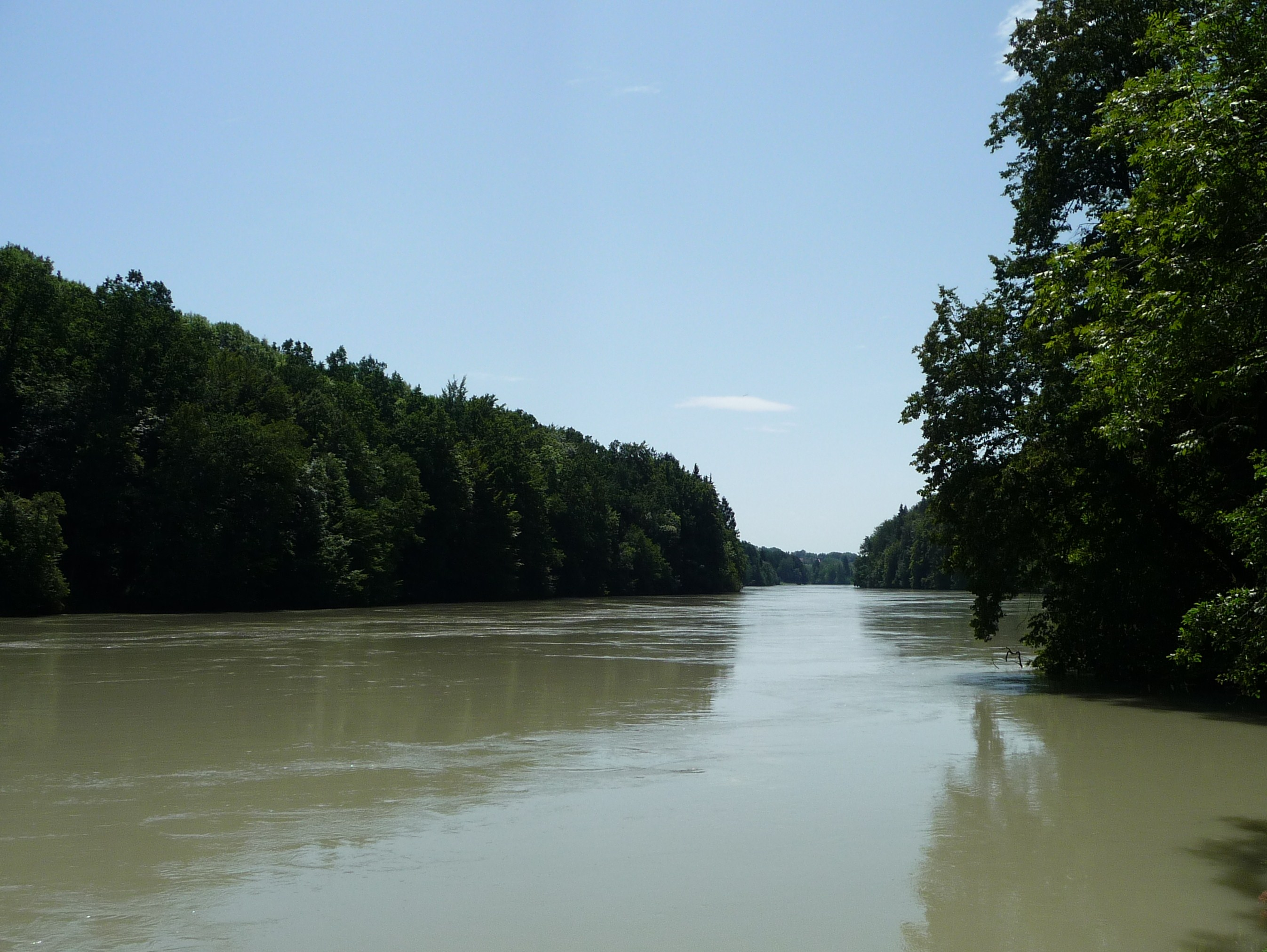
Der Inn in der Vornbacher Enge

Die Vornbacher Enge ist ein Durchbruchstal des Inns unweit der Städte Schärding und Passau. Der Untere Inn markiert hier die Staatsgrenze zwischen Deutschland und Österreich. Auf niederbayerischer Flussseite ist die Vornbacher Enge als ein Landschaftsschutzgebiet ausgewiesen.

## Geografie
Kurz nach der Einmündung der Rott erreicht der Inn in seinem letzten Abschnitt bei Schärding die Böhmische Masse. In der Vornbacher Enge schneidet sich der Fluss in den südlichsten Ausläufer des Bayerischen Waldes ein, den er in den Neuburger Wald auf bayerischer und den Sauwald auf österreichischer Seite teilt.

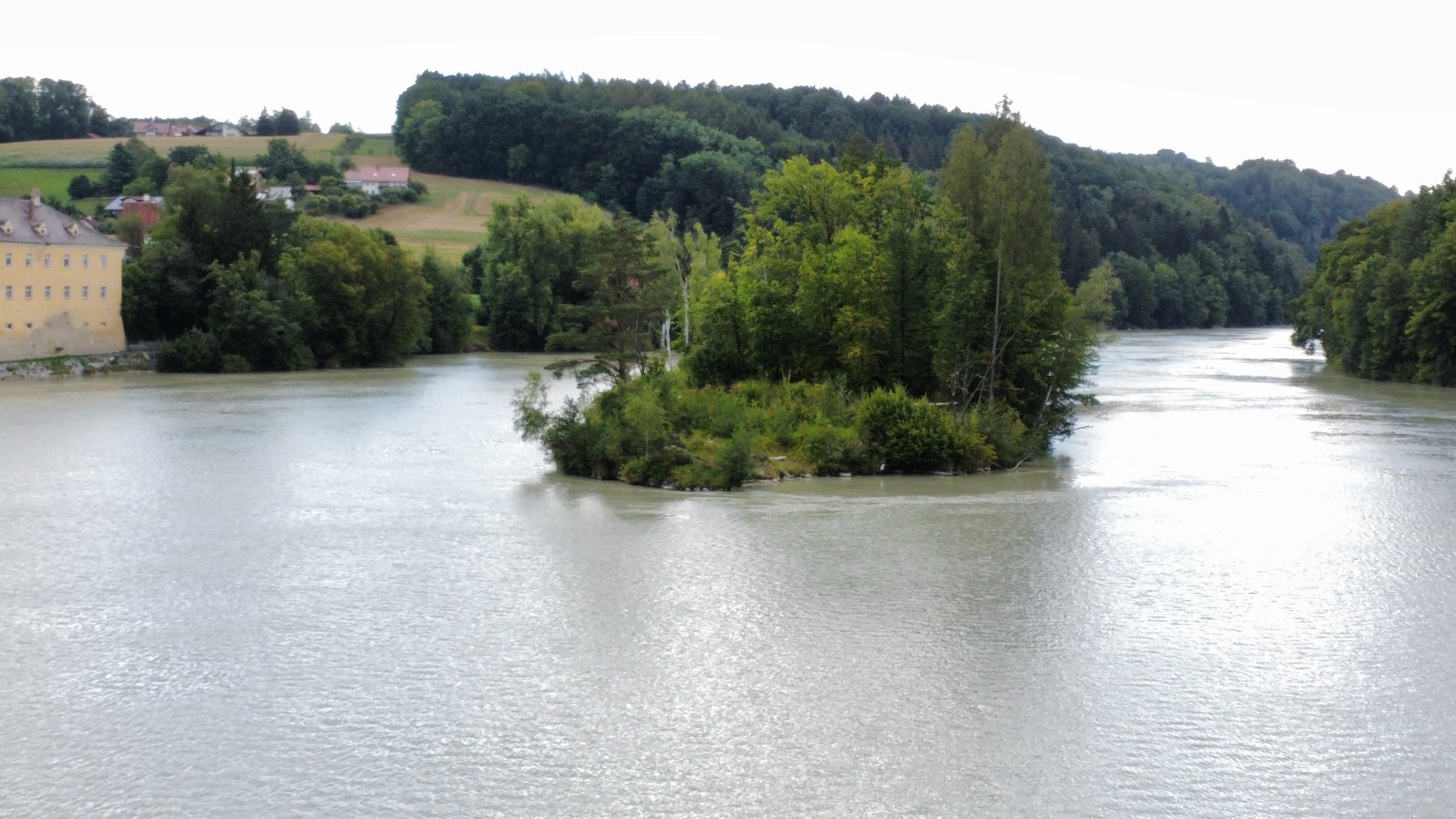
Der Inn bei Vornbach: links am Ufer das Schloss Vornbach, rechts hinter der Bernaschek-Insel die Vornbacher Enge

Die Vornbacher Enge beginnt im Westen im Bereich der Ortschaften Vornbach (Gemeinde Neuhaus am Inn) auf bayerischer sowie Sachsenberg (Gemeinde Wernstein) auf oberösterreichischer Flussseite und endet im Osten im Bereich der Ortschaften Neuburg am Inn auf bayerischer sowie Wernstein auf oberösterreichischer Flussseite. Nahe des westlichen Endes der Vornbacher Enge liegt die Bernaschek-Insel. 
Beim Johannisfelsen nähern sich die steilwandigen Ufer bis auf 63 Meter. Die Strömung war hier einst sehr stark, so dass man aufgrund des durchgetriebenen Geschiebes das „Singen“ des Inns deutlich vernehmen konnte. Durch die Inbetriebnahme der Staustufe Passau-Ingling im Jahr 1965 verlor der Inn 90 % seiner früheren Strömungsgeschwindigkeit und bildet seither eine relativ träge Wassermasse. Die Differenz zwischen höchstem Hochwasser und mittlerem Niedrigwasser sank von 14,29 Meter auf 8,31 Meter. Bei Vornbach stieg der Innspiegel um etwa fünf Meter, wodurch Teile der Uferhänge im Wasser verschwanden. Die Farbe des Innwassers ist wegen hoher Schwebstoffbelastung von im Mittel über 100 g/m³ weißlich trüb bis braun.
Am Inn führt heute der Inn-Radweg entlang, auf österreichischer Seite verläuft zudem die Bahnstrecke Wels–Passau.

## Das Landschaftsschutzgebiet

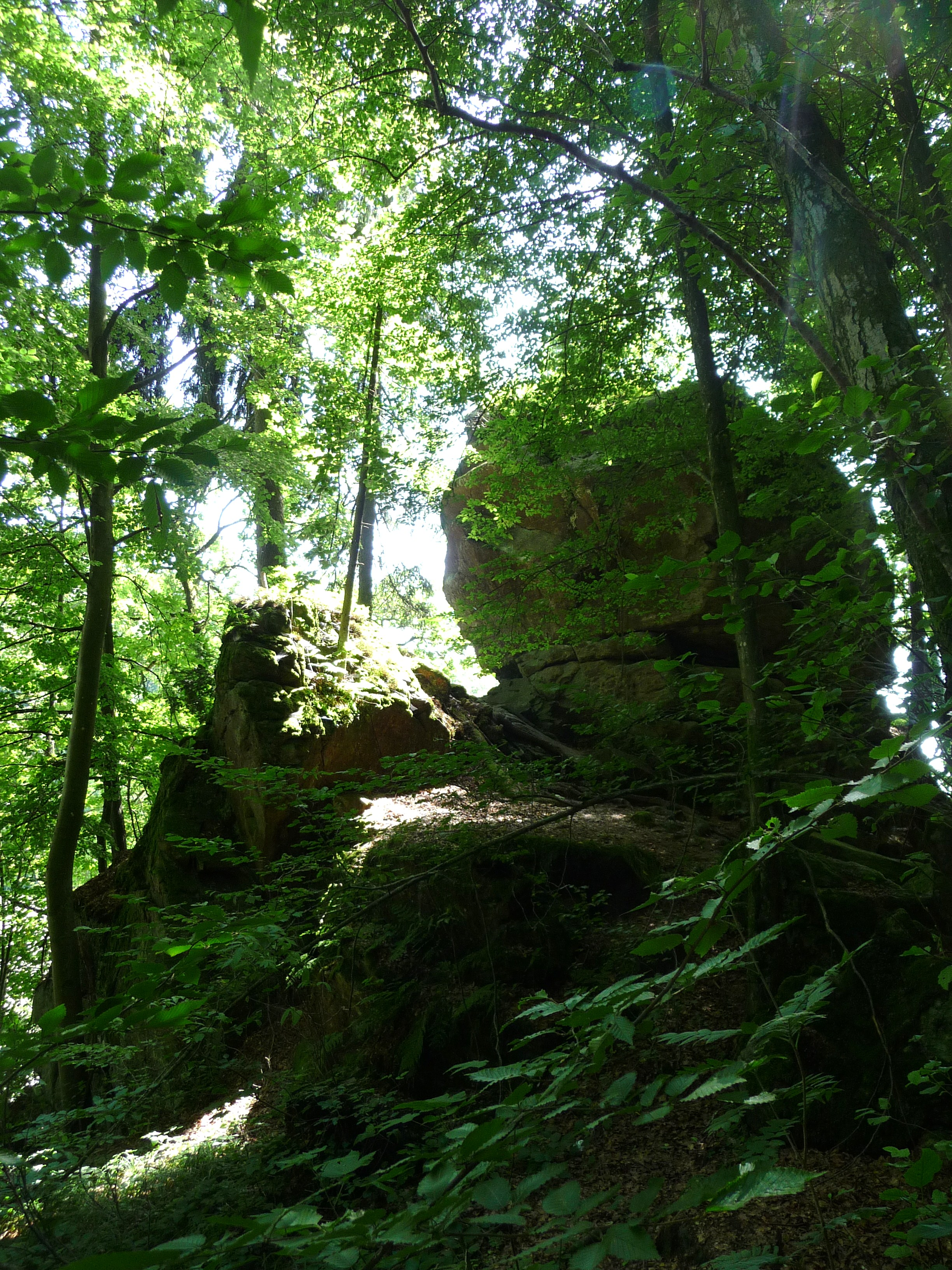
Felsen am Uferhang

1976 wurde hier auf bayerischer Flussseite ein 1282 Hektar großes Landschaftsschutzgebiet ausgewiesen. Es hat die Bezeichnung Schutz von Landschaftsteilen in den Gemeinden Neuburg a. Inn und Neuhaus a. Inn (LSG Vornbacher Enge). Außer dem Durchbruchstal umfasst es die angrenzenden Hochflächen des Neuburger Waldes bis zur Stadtgrenze von Passau. Im Inn-Engtal ragen, umgeben von Hangmischwäldern, die fast senkrecht abfallenden Felswände empor. Auf den Hochflächen des Neuburger Waldes wachsen Mischwälder mit unterschiedlich hohem Fichtenanteil. Dazwischen liegt Grünland mit Obstwiesen, Hecken und Feldgehölzen und dem teilweise althergebrachten Erscheinungsbild der Gehöfte und Weiler.
Die Pflanzenwelt enthält pontische, präalpine und dealpine Florenelemente. An wenigen noch offenen Hangflächen kommt das Kalk-Blaugras vor. Außerdem wächst dort das Zerstreutblütige Vergissmeinnicht an seinem einzigen in Süddeutschland bekannten Fundort. Durch seine großen gelben Blüten fällt der Klebrige Salbei auf, auch der Nesselblättrige Ehrenpreis hat in der Vornbacher Enge einen Standort. An seltenen Tieren wurden unter anderem Gelbbauchunke, Schwarzspecht, Wasseramsel und Eisvogel festgestellt.